# Cercle Bresci
Le cercle Bresci est un groupe d'anarchistes de la ville de New York, aux États-Unis, dont on se souvient pour une tentative ratée d'attentat à la bombe contre la cathédrale Saint-Patrick, en 1915, au cours de laquelle deux de ses membres sont arrêtés. Le groupe porte le nom de Gaetano Bresci, un anarchiste new-yorkais, assassin du roi d'Italie Humbert Ier.

## Origines
En juillet 1900, l'anarchiste Gaetano Bresci assassine le roi Humbert Ier d'Italie. Quelques mois plus tôt, Gaetano Bresci vivait à New York. Selon Thomas Tunney, de la police de New York, il a participé à une réunion d'anarchistes sur Elizabeth Street où il accuse les autres d'être des lâches et ces derniers l'accusent d'être un espion de la police. La réunion est annulée car la chaleur menace d'attirer l'attention de la police, mais Gaetano Bresci est furieux et il sous-entend que cet affront précipite son complot de retourner en Italie et de devenir un martyr.
Un groupe d'anarchistes new-yorkais se constitue par la suite sous le nom de cercle Bresci (en anglais : Bresci Circle, en l'honneur de Gaetano Bresci. En 1914, près de 600 membres se réunissent régulièrement dans une maison délabrée d'East Harlem. Emma Goldman et Alexandre Berkman figurent parmi les orateurs. Le groupe s'affilie également aux Wobblies, syndicat étroitement lié à l'anarchisme.

## Activités
Un projet d'attentat à la bombe contre les Rockefeller renforce l'intérêt de la police pour le groupe. Trois mois après le massacre de Ludlow, en 1914, le type de violence qui suscite l'indignation des Galleanisti (en), un groupe d'anarchistes transporte une bombe jusqu'au domaine du propriétaire de la mine de charbon de Ludlow, John D. Rockefeller, à Tarrytown. Ils font un mauvais calcul, à la fois en ne déclenchant pas l'engin et parce que Rockefeller n'est pas en ville. Un membre du cercle est arrêté près de la propriété le 4 juillet 1914. Les anarchistes ramènent la bombe dans un immeuble du quartier italien d'East Harlem (près de l'hôtel de ville). Plus tard dans la journée, l'explosion accidentelle d'une bombe démolit la moitié de l'immeuble et tue trois anarchistes.
Bien qu'aucun groupe ne prenne la responsabilité de quatre autres attentats à la bombe en 1914, la police continue de soupçonner le cercle Bresci. En octobre 1914, des bombes explosent à la cathédrale Saint-Patrick et à la maison du prêtre de l'église Saint-Alphonse Ligouri (en), ainsi qu'au palais de justice du comté du Bronx et à The Tombs, une prison. L'équipe de déminage de la ville de New York, récemment inaugurée sous la direction de Thomas Tunney, envoie un détective infiltré dans le groupe, mais son comportement agressif et sa méconnaissance de l'italien lui valent d'être soupçonné à deux reprises d'espionnage et d'être jugé en vain. Il se retire du groupe et la police charge un autre détective parlant italien, Amedeo Polignani, d'infiltrer le groupe.

## Abarno et Carbone

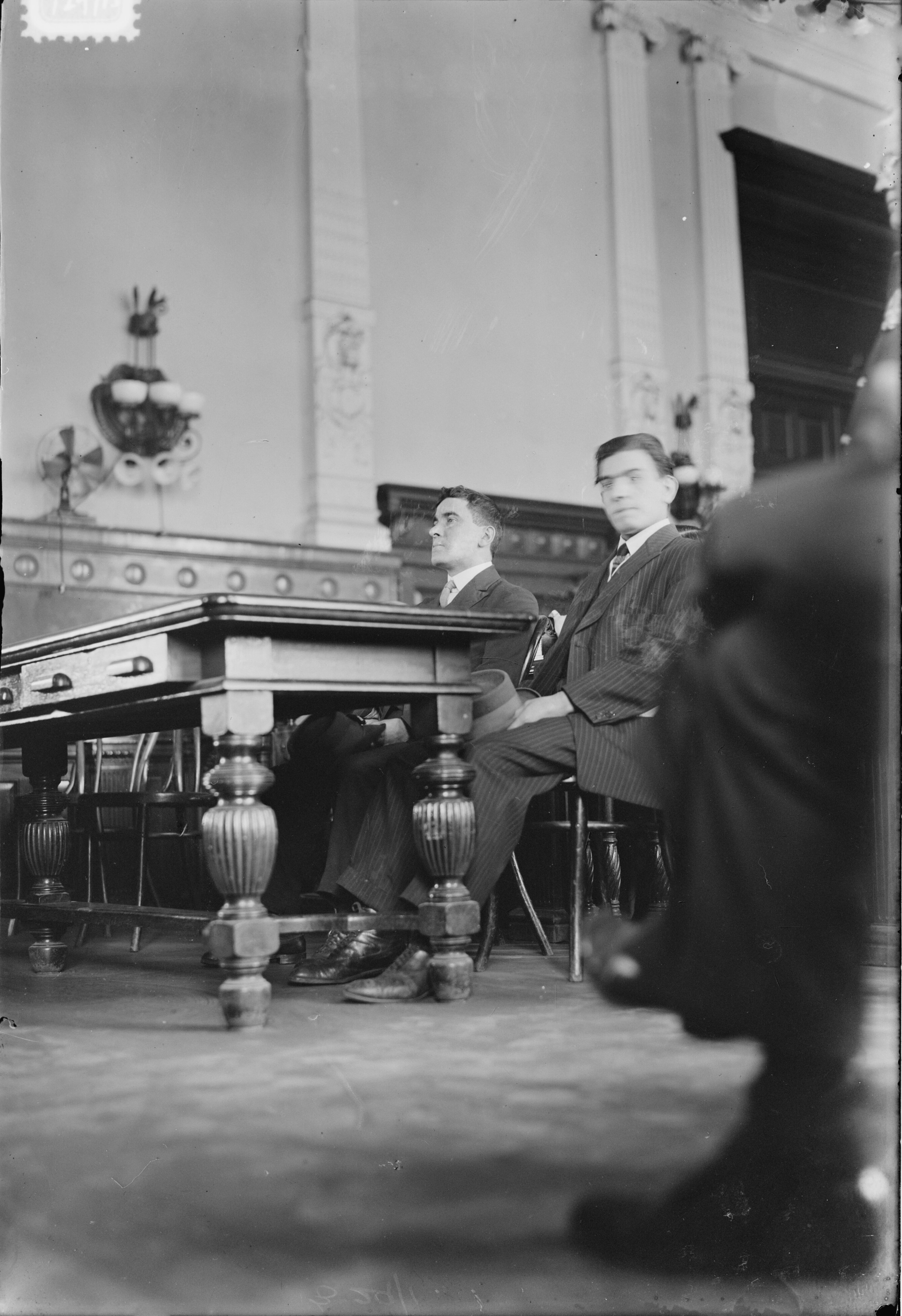
Abarno et Carbone lors du procès.

Alors que le Cercle prépare une nouvelle attaque pour mars 1915, la police est prête. Deux jeunes hommes habillés en ouvriers entrent dans l'église Saint-Patrick pendant la messe avec des cigares allumés, qu'ils dissimulent. L'un d'eux place un dispositif qu'il sort de la poche de son manteau sur le sol et l'allume avec son cigare. Une femme qui nettoie le sol en marbre l'empêche de sortir et un homme âgé qui se trouve à proximité étouffe la mèche de l'appareil. Un autre homme de forte corpulence, qui se trouve à proximité, attrape le complice. La femme de ménage, l'homme âgé et l'homme de forte corpulence sont tous membres de la police. Les démineurs posent tous debout pour les photographes. Les événements se déroulent avec une telle rapidité que peu de participants à l'office le remarquent. Le chef des démineurs a suivi les anarchistes en limousine et cinquante agents déguisés avaient en fait été déployés dans l'église. Frank Abarno et Carmine Carbone sont reconnus coupables de la tentative d'attentat et condamnés à Sing Sing pour six à douze ans, soit la moitié de la peine maximale. Le policier infiltré Polignani reçoit de nombreuses menaces de mort lorsque son identité est révélée.
L'expertise technique permet à Polignani d'intégrer le groupe, où il utilise le nom de « Frank Baldo ». Le récit que fait Polignani de sa rencontre avec Abarno et Carbone diffère du leur. Polignani déclare avoir été approché par Carbone, qui a suggéré l'église comme cible. La police ajoute qu'Abarno et Carbone sont également impatients face à la prudence de leurs pairs Abarno et Carbone, qui ont accusé la police de piège et de machination (en), déclarent que Polignani les a accostés après une réunion et a suggéré l'utilisation de la dynamite et la cible de l'église, que le complot et les bombes ont été conçus par Polignani lui-même. À terme, le détective sous couverture achète du matériel et une pièce dans laquelle les trois hommes fabriquent deux bombes à base de soufre, d'antimoine noir, de chlorate de potassium et de sucre brun, qu'ils emballent dans des boîtes de savon et auxquelles ils attachent des tiges de fer avec du fil de fer pour cintre en guise d'éclats de bombe.
Le jour de l'attentat, Carbone déclare qu'il est resté tard au travail et qu'il a besoin de dormir, de sorte que Polignani et Abarno vont ensemble jusqu'à l'église, où des centaines de personnes sont rassemblées. Polignani et Abarno s'assoient brièvement au dixième rang et semblent prier. Abarno laisse ensuite sa bombe près de l'autel nord, mais il prétend plus tard ne pas avoir allumé la mèche. Il est immédiatement arrêté.
Les journaux nationaux présentent l'attentat manqué comme la preuve d'un complot plus vaste et font de Polignani un héros. Les démineurs font du sensationnel avec les arrestations et parlent avec grandiloquence des autres cibles du duo. Les photographies des femmes de ménage infiltrées et de l'inspecteur en chef du Bureau des combustibles du service des incendies, dont le visage présente des marques de brûlures dues à un attentat antérieur, renforcent la preuve. Un aspect important du sensationnalisme et du récit de la police est qu'Abarno et Carbone ont été formés à la fabrication de bombes dans un manuel et non par Polignani . Les militants ouvriers et les anarchistes soupçonnent Polignani d'être un agent provocateur puisqu'il joue un rôle important dans le complot et a acheté les composants de la bombe. La police duplique l'exemplaire de Carbone de La Salute è in voi!, un manuel de fabrication de bombes en italien circulant parmi les Galleanisti (en), que Carbone a acheté au cercle Bresci et transmis à Polignani par l'intermédiaire d'Abarno. La police insinue que la simple possession du manuel, qui n'a jamais été cité nommément, constitue une preuve de l'expertise technique et des mauvaises intentions d'Abarno et de Carbone, mais la conception de la bombe de l'église est basée sur celle des feux d'artifice et non sur celle du manuel.
La défense juridique d'Abarno et de Carbone tournait autour de La La Salute è in voi! et de leur droit de lire tout type de livre,, y compris des manuels de fabrication de bombes. Après leur arrestation et avant de recevoir des avocats, Abarno déclare à la presse qu'il a appris la fabrication de bombes grâce au manuel de Carbone, et Carbone affirme dans un anglais approximatif qu'il ne connaissait pas le contenu du manuel lorsqu'il l'a acheté. Après qu'Abarno eut attribué au manuel le mérite de l'avoir détraqué, l'accusation, dans son appel à la clémence lors de la mise en accusation, utilise des livres séditieux pour montrer les intentions des anarchistes. Un chimiste témoigne que la puissance de l'explosif ne dépasse pas celle d'un feu d'artifice. Le professeur de littérature Ann Larabee (en) conclut que le rôle du manuel est de salir Abarno et Carbone, sans preuve de lien avec le crime.
L'affaire ravive la crainte de voir des instructions pour la fabrication de bombes facilement accessibles et le sensationnalisme autour de l'anarchisme.